# Fiesta de la Vaquilla (Colmenar Viejo)
La Fiesta de la Vaquilla es una celebración que se realiza en Colmenar Viejo, Comunidad de Madrid, el último sábado de enero de cada año (hasta el año 2016 se celebraba el 2 de febrero). En esta fiesta, declarada Fiesta de Interés Turístico Nacional, veinticinco vaquillas se pasean por las calles del municipio llenándolas de color y danza hasta confluir en la plaza del pueblo.

## Origen y evolución de la fiesta
Algunos historiadores como Julio Caro Baroja, los orígenes de esta fiesta pueden remontarse a la civilización romana, donde los jóvenes se disfrazaban con pieles de animales y cornamentas y corrían detrás de las mujeres simbolizando así un intento de reanimar la fertilidad una vez finalizado el invierno.
Centrando la atención en Colmenar Viejo, los orígenes de esta celebración datan del siglo XIII, momento en que se consolidó el municipio.
Esta celebración, que muestra la tradición ganadera de la ciudad rememorando la tradición del traslado de reses, fue declarada Fiesta de Interés Turístico Nacional en 1986.
En 2016, se convocó una consulta popular en el municipio para que los vecinos decidieran en qué fecha preferían que se celebrase la fiesta de la vaquilla, pudiendo elegir entre el 2 de febrero o el último sábado de enero. En el proceso participaron 980 vecinos, 704 de los cuales votaron a favor del último sábado de enero y 272 el 2 de febrero.
A pesar de ello, y de forma excepcional, en 2019 esta fiesta se celebró el 2 de febrero y no el último sábado de enero tal y como se acordó en la consulta municipal ya que ese año coincidió en sábado. Esta decisión se adoptó tras una reunión del alcalde Jorge García Díaz con la Asociación de Vaquilleros y Vaquilleras de Colmenar Viejo donde se abordó el tema dadas las especiales circunstancias del calendario.

## Descripción del festejo
Participan veinticinco figuras que recorren las calles del municipio hasta confluir en la plaza del pueblo simulando ser vaquillas con nombres como Arrimadita o Relamida. Cada vaquilla sale de una vivienda y va acompañada por el mayoral, los vaquilleros y los talegueros, cada uno con una indumentaria particular, en muchos casos conservada de generación en generación.
Cada una de ellas realiza un recorrido hasta llegar a la plaza del pueblo donde exhiben adornos y colores a través de un baile característico donde simulan embestir a los vaquilleros.
Tras la exhibición, cada vaquilla vuelve al lugar de salida y allí se simula su muerte con tres tiros de escopeta al aire. Finalizado ese acto, metafóricamente se bebe la sangre del animal muerto, que en realidad es una sangría limonada, que degustan todos los asistentes al acto, además de rosquillas típicas de ese día.

### Relación de las vaquillas y dirección de salida[10]
| Nombre de la Vaquilla | Dirección de salida                   |
| --------------------- | ------------------------------------- |
| Escandalosa II        | C/ Cadena, 4                          |
| Candelaria            | Avda. América, 26                     |
| Revoltosa             | C/ Mosquilona, 10                     |
| Lucera                | C/ San Francisco, 6                   |
| Serrana               | C/ Real, 25                           |
| Zalamera              | C/ Pedro López, 28                    |
| Salerosa              | C/ Mosquilona, 65 (Residencia Amavir) |
| Cortijera             | C/ Fuente de los Molinos, 13          |
| Espabilá              | C/ Sombrerero, 34                     |
| Traviesa              | C/ Córdoba, 30 - Chalet 3             |
| Castita               | C/ Iglesia, 2                         |
| Manchas               | C/ Félix Rodrigo, 3                   |
| Campera               | C/ Prado de las Campanillas, 14       |
| Loquilla              | C/ Miguel de Cervantes, 2             |
| Galana                | C/ Amargura, 3                        |
| Limonera II           | Avda. Duodécima, 5                    |
| La Descará            | C/ Pio Baroja, 11                     |
| Embalá                | C/ Argentina, 11                      |
| Gallarda              | C/ Isaac Albéniz, 25                  |
| Caracola              | C/ Maestro José Guillén, 4            |
| Benjamina             | C/ Padre Claret, 15                   |
| Atrevida              | C/ Carrilejos, 39                     |
| Arrimadita            | C/ Pablo Sarasate, 27                 |
| Chisconera            | C/ Soledad, 52 (Residencia Soledad)   |
| Relamida              | Residencia Comunidad de Madrid        |

## Reconocimientos
- El 23 de diciembre de 1985 la Secretaría General de Turismo aprobó una resolución por la que se concedió el título de Fiesta de interés turístico Nacional a la Fiesta de la Vaquilla de Colmenar Viejo. Esta resolución se publicó en el BOE el 14 de enero de 1986.[11]